# آلة التصوير الساكن

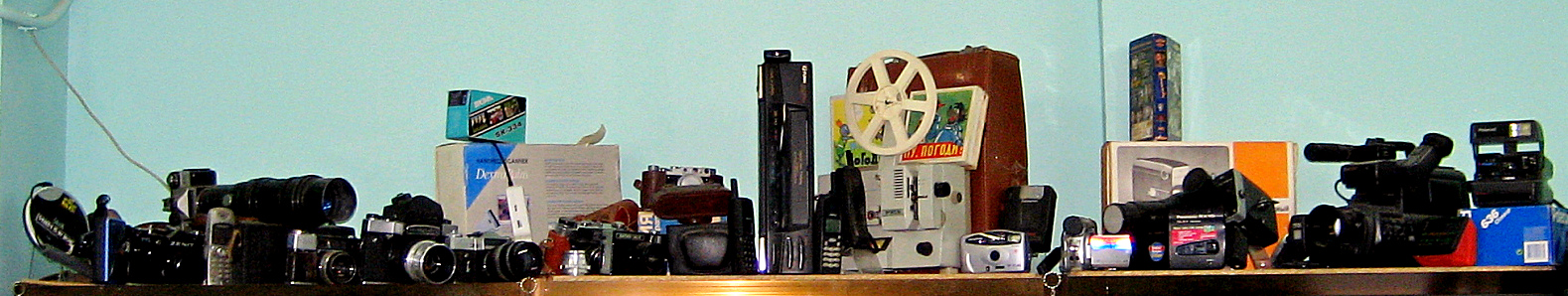

كاميرا الساكن (بالإنجليزية: still camera)‏ هي نوع الكاميرات المستخدمة لالتقاط صور ساكنة، ويتم ذلك في الكاميرات التقليدية من خلا حبس الضوء في مادة الفيلم الفوتوغرافي، فيما تستخدم الكاميرات الرقمية الالكترونيات، عن طريق جهاز اقتران الشحنة لتخزين الصورة الرقمية في ذاكرة إلكترونية داخل الكاميرا، ويمكن نقل الصور الرقمية إلى جهاز كمبيوتر لأغراض أخرى.